# Steve Vai Presents - Western Vacation
Steve Vai Presents - Western Vacation é um álbum de Steve Vai com a banda Western Vacation, formada por ex-alunos de Frank Zappa, como Tommy Mars e Bob Harris.
O álbum, lançado originalmente em 1986 em formato Long Play e relançado em 22 de junho de 2010 em CD, foi gravado no primeiro estúdio que o Steve Vai construiu, que é situado na Califórnia e chamado de Stucco Blue.
Quando do relançamento de 2010, as músicas foram remasterizadas, e vem numa versão deluxe, que conta com um livreto contendo um ensaio escrito por Steve Vai e o escritor Laurel Fishman.
Steve aparece neste álbum sob o pseudônimo de "Reckless Fable".
A canção "Western Vacation" contém um clipe cartunizado.

## Faixas
| N.º            | Título                | Compositor(es)               | Duração |  |
| 1.             | "Western Vacation"    | Martin Schwartz              | 6:54    |  |
| 2.             | "Nocturnal Emissions" | Martin Schwartz              | 2:05    |  |
| 3.             | "Fast Notes People"   | Bob Harris e Martin Schwartz | 4:01    |  |
| 4.             | "Send Us More Light"  | Bob Harris e Martin Schwartz | 4:22    |  |
| 5.             | "Patty"               | Martin Schwartz              | 4:44    |  |
| 6.             | "The Velvet Line"     | Bob Harris e Martin Schwartz | 5:31    |  |
| 7.             | "Delicious"           | Tommy Mars                   | 3:12    |  |
| 8.             | "Borrowed Time"       | Bob Harris e Martin Schwartz | 4:30    |  |
| 9.             | "Burning Flame"       | Bob Harris e Martin Schwartz | 3:07    |  |
| Duração total: | Duração total:        | Duração total:               | 38:26   |  |

## Créditos
| Faixa | Créditos Musicais |
| ----- | --- |
| 1     | - Reckless Fable (Steve Vai) - solos de guitarra - Bob Harris - Vocais principais e Backing Vocals - Suzannah Harris - Backing Vocals - Tommy Mars - Backing Vocals e teclados - Jac Mihanovic - baixo - Chris Frazier - baterias e percussão - Martin Schwartz - guitarras rítmicas, voz de cowboy - Ric Cunningham - Saxofone - Mike O'Brien - voz de cowboy |
| 2     | - Martin Schwartz - Guitarra acústica (violão) e elétrica - Stu Hamm - baixo - Chris Frazier - baterias - Martin Schwartz - Guitarra acústica (violão) e elétrica |
| 3     | - Suzannah Harris - Backing Vocals - Jarrett Renshaw - Backing Vocals - Jac Mihanovic - Baixo - Chris Frazier - baterias - Martin Schwartz - Guitarras - Tommy Mars - Teclados - Bob Harris - Vocais principais e Backing Vocals - Brad Dutz - Marimba |
| 4     | - Stu Hamm - baixo - Chris Frazier - Baterias - Tommy Mars - Piano Rhodes - Martin Schwartz - Guitarras - Bob Harris - Vocais e Teclados |
| 5     | - Bob Harris - Vocais principais e Backing Vocals - Suzannah Harris - Backing Vocals - Jac Mihanovic - Baixo - Chris Frazier - Baterias - Martin Schwartz - Guitarra e Sitar - Tommy Mars - Teclados |
| 6     | - Martin Schwartz - Guitarra acústica (violão) e elétrica, e Backing Vocals - Suzannah Harris e Joe Kearney - Backing Vocals - Jac Mihanovic - Baixo - Chris Frazier - Baterias - Tommy Mars - Teclados - Bob Harris - - Vocais principais, Backing Vocals, Teclados e Trompete - Ric Cunningham - Saxofone                                                    |
| 7     | - Tommy Mars - Vocais e Improvisação de Teclados |
| 8     | - Suzannah Harris - Backing Vocals - Jac Mihanovic - Baixo - Chris Frazier - Baterias - Martin Schwartz - Guitarra elétrica - Scott Collard - Teclados - Bob Harris - - Vocais principais, Backing Vocals e Teclados |

### Dedicatórias
- Faixa 2 - dedicada a Jim Moriarty
- Faixa 6 - dedicada a Joe & Mary Ellen Kearney